# Old school rap
Old school hip hop (también denominado en ocasiones "old school") describe el primer hip hop en ser grabado y publicado, aproximadamente entre 1979 y 1985, así como a la música del período inmediatamente precedente de la que deriva directamente. Está aceptado generalmente que el old school hip hop o simplemente old school termina alrededor de 1983 o 1985 con el ascenso de Run-D.M.C., el primer grupo del conocido como new school hip hop. No obstante, algunas emisoras de hip hop old school cubren toda la década de 1980 en general, adentrándose en ocasiones hasta los comienzos de los años 1990.
Son ejemplo de la imagen, estilos y sonido del old school figuras como DJ Kool Herc, Afrika Bambaataa, The Sugarhill Gang, Spoonie Gee, Treacherous Three, Funky Four Plus One, Kurtis Blow, Fab Five Freddy, Busy Bee Starski, Lovebug Starski, Doug E. Fresh, The Fat Boys, The Cold Crush Brothers, Dj Hollywood, y Grandmaster Flash and the Furious Five, y se caracteriza por las técnicas de rapear más simples de la época y por una temática normalmente relacionada con las fiestas.
Otras variantes de la denominada vieja escuela surgen a partir de movimientos culturales (escena de club) que engendraron nuevos estilos a partir de los cuales se facturó una forma de concebir las sesiones de Dj para dar forma a una música que fue preeminente en un tiempo concreto. El llamado 'guitarreo (New Wave, afterpunk), la música electrónica de baile que se instaló a finales de la década de los años 80 y principios de los 90 especialmente en España (Valencia -la ruta destroy, Ibiza, Barcelona, Madrid...) son algunos puntos de partida. 
Buen ejemplo de música old school es también el sonido industrial-EBM y el New Beat, que fueron el caldo de cultivo de una escena underground en discotecas de toda Europa, y al incipiente movimiento rave en muchos países europeos, especialmente en Reino Unido. Asimismo, ya en otras coordenadas, el House de Chicago, el Techno de Detroit o el Acid House (y otras variantes del acid) fueron en el campo de la música electrónica referencia para clubbers y artistas, que sitúan aquellos años como paradigma de lo que se entendió como una forma de vivir la noche y sentir afinidad por un estilo de música, a menudo llamado coloquialmente 'remember'. Aquello se ve con la perspectiva del tiempo como la música de vieja escuela, debido a que muchos fueron quienes descubrieron hornadas de grupos, sellos, propuestas musicales y temas que han pasado a convertirse en hitos de una o más generaciones.